# Altimetria
L'altimetria è un ramo della topografia che si occupa della misurazione e dei relativi strumenti volti a misurare altitudini o depressioni, rispetto a un punto di riferimento prestabilito.
Dell'altimetria è possibile avere una rappresentazione grafica. Ciò avviene in due modi:
- Metodo quotato: indicando su una carta le altezze attraverso dei punti;
- Metodo delle curve di livello: a un piano orizzontale che seziona tutto a una determinata quota che tramite le intersezioni crea le curve di livello.